# Лингватулёз
Лингватулёз (лат. linguatulosis) — инвазионная болезнь из группы лингватулидозов, вызываемая личинками Linguatula serrata, мигрирующими в организме человека и инкапсулирующимися в различных органах.

## Этиология и эпидемиология
Возбудитель — членистоногое Linguatula serrata. Взрослые лингватулы Linguatula serrata (самки длиной до 130 мм, самцы — 20 мм) паразитируют в носу и лобных пазухах хищников, личинки — в печени, лёгких и других органах рогатого скота, нередко — человека. Заражение происходит через пищу, загрязнённую выделениями из носа больных собак и др. животных.
Болезнь чаще встречается в странах Ближнего Востока. 
В начале XX века вскрытия печени у трупов в Берлине показали зараженность почти 12%.

## Патогенез
У человека может встречаться как висцеральный лингватулёз (когда человек — промежуточный хозяин), так и носоглоточный (когда человек — окончательный хозяин). 
Висцеральный лингватулёз возникает при проглатывании яиц паразита. В кишечнике из них вылупляются личинки, инкапсулирующиеся в полостях тела (в печени, лимфатических узлах и т.д.), где образуют кисты или гранулёмы. Иногда поражается глаз.
Носоглоточный лингватулёз возникает при попадании в организм личинок паразита, через употребление в пищу сырого или недостаточно приготовленного мяса. В желудке, личинки освобождаются от кист и проникают через пищевод в нос, дёсны, глотку и лёгкие. Возникают головные боли, кашель, чиханье, одышка и выделения из носа.
В основе патогенеза — сенсибилизация организма продуктами обмена или распада паразитов, механическое воздействие лингватул на органы. Часто болезнь протекает субклинически. В ранней фазе болезни описаны аллергические реакции, позднее ретенционная желтуха, нозафарингит, кровоизлияния в лёгкие, поражение центральной нервной системы, глаукома.
Может возникнуть боль в ушах и в горле, кашель, кровохарканье, рвота. Паразитирование может происходить в носоглотке, лобных пазухах. Подверхнечелюстные и цервикальные узлы лимфы иногда увеличены, шея раздута. Осложнения включают нарывы в слуховые каналы, паралич лицевого нерва, увеличенные миндалины, удушье.

## Лечение и прогноз

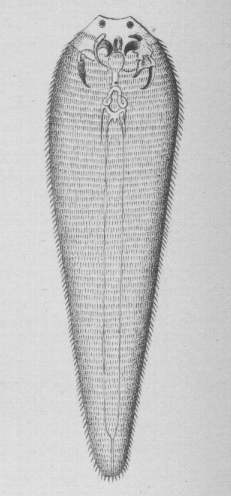
Личинка Linguatula serrata в последней стадии

Лечение не разработано. Лечение антибиотиком назначаются для предотвращения вторичных инфекций, вызванных паразитом. Хирургическое удаление обычно — единственный способ избавиться от паразитов.
Прогноз в большинстве случаев благоприятный.